# Liste der Kulturdenkmäler in Nauort
In der Liste der Kulturdenkmäler in Nauort sind alle Kulturdenkmäler der rheinland-pfälzischen Ortsgemeinde Nauort aufgeführt. Grundlage ist die Denkmalliste des Landes Rheinland-Pfalz (Stand: 21. Dezember 2021).

## Einzeldenkmäler
| Bezeichnung                                | Lage                             | Baujahr | Beschreibung | Bild                           |
| ------------------------------------------ | -------------------------------- | ------- | --- | ------------------------------ |
| Wohnhaus                                   | Hauptstraße 14 Lage              | um 1700 | Fachwerkhaus, teilweise massiv, um 1700 | Fotos hochladen                |
| Katholische Pfarrkirche St. Johann Baptist | Kirchstraße Lage                 |         | romanischer Westturm, Glockengeschoss aus dem 19. Jahrhundert; Gesamtanlage mit Pfarrhaus (Kirchstraße 16): Walmdachbau, erste Hälfte des 19. Jahrhunderts | weitere Bilder Fotos hochladen |
| Kreuz                                      | Kirchstraße, vor der Kirche Lage | 1712    | Schaftkreuz, bezeichnet 1712 | Fotos hochladen                |